# Испортит ли успех Рока Хантера?
«Испортит ли успех Рока Хантера?» — американская сатирическая комедия 1957 года с Джейн Мэнсфилд и Тони Рэндаллом в главных ролях, а также при участии Бетси Дрейк, Джоан Блонделл, Джона Уильямса, Генри Джонса, Лили Джентл и Мики Харгитей, а также с эпизодической ролью Граучо Маркса. Фильм представляет собой сатиру на популярную фан-культуру, голливудскую шумиху и рекламную индустрию, которая зарабатывала миллионы долларов на растущих доходах от телевизионной рекламы. Он также нацелен на телевидение и сокращение аудитории кинотеатров, к которому привело его развитие в 1950-х годах. Фильм был также известен под названием «Oh! For a Man!» в Соединённом Королевстве.
Продюсером и режиссёром фильма выступил Фрэнк Тэшлин, который также написал оригинальный сценарий, используя лишь название и характер Риты Марлоу из успешной бродвейской пьесы «Испортит ли успех Рока Хантера?» Джорджа Аксельрода. Пьеса ставилась с 1955 по 1956 год, и в нём Риту также играла Джейн Мэнсфилд.

## Сюжет
Вместо саундтрека и опенинга фильма Тэшлин положил традиционные вступительные титры для продуктов, а не фальшивую телевизионную рекламу, которая не выполняет обещанного.
После этого комедийного перехода фильм повествует о сценаристе телерекламы Роквелле П. Хантере, занимающем низкую должность в агентстве «La Salle». Поскольку агентство готово потерять своего самого крупного заказчика — компанию «Stay-Put Lipstick» — он замышляет идею найти идеальную модель и лицо новой линии помады, знаменитую актрису с «такими соблазнительными губами» Риту Марлоу. Однако, чтобы Рита одобрила помаду, Рок должен притвориться её ухажёром, чтобы вызвать ревность у её настоящего парня, Бобо Бранигански, звезды телешоу Тарзана. Бобо слил новости о новом романе Риты в таблоиды, а Роквелл внезапно стал известен как «кукла-любовник» Марлоу. Его босс решает использовать обретённую известность своего сотрудника, но когда Хантер уговаривает Марлоу согласиться на телевизионный спектакль, спонсируемый «Stay-Put», Роквелл становится самым уважаемым сотрудником рекламной фирмы. Между тем Марлоу несчастна, она думает, что влюбляется в Хантера, но её единственная настоящая любовь — это человек, который узнал её, Джордж Шмидлап. Не сумев найти Шмидлапа, она преследует Хантера, хотя её секретарь «Ви» предупреждает, что она ведёт опасную игру. (По иронии судьбы, Блонделл, играющая неуклюжую, среднего возраста, занятую делами секретаря Мэнсфилд, сама была одним из главных секс-символов в кино около 30 лет назад, и чья сексуальность стала одной из первых жертв Кодекса Хейса).
Вскоре Хантер обнаруживает, что слава — это палка о двух концах, дающая желаемое, но за этот успех придется заплатить цену. Женщины без ума от него, а он так и не обрёл душевного покоя. В конце концов, он поднимается по служебной лестнице, становясь президентом компании, но обнаруживает, что это не то, чего он на самом деле хотел. Роквелл признаётся своей разгневанной невесте Дженни, что он оказывается на вершине горы не по своему желанию, и она принимает его обратно.
Когда Рита Марлоу выступает с захватывающим шоу на телевидении с губной помадой Stay-Put Lipstick, она удивляется появлению «неожиданной» приглашённой звезды (и единственной настоящей любви её жизни) Джорджа Шмидлапа.
Освободившись от мира рекламы, Роквелл с Дженни уезжает за город, заводит хохяйство, объявив, что нашёл свой жизненный путь.

## В ролях
| Актёр          | Роль                                    |
| -------------- | --------------------------------------- |
| Джейн Мэнсфилд | Рита Марлоу                             |
| Тони Рэндалл   | Роквелл П. Хантер                       |
| Бетси Дрейк    | Дженни Уэллс                            |
| Джоан Блонделл | Вайолет                                 |
| Джон Уильямс   | Ирвинг Ла Саль младший                  |
| Генри Джонс    | Генри Руфус                             |
| Лили Джентл    | Эйприл Хантер                           |
| Мики Харгитей  | Бобо Бранигански                        |
| Граучо Маркс   | Джордж Шмидлап                          |
| Энн МакКри     | Глэдис                                  |
| Барбара Иден   | мисс Кастерс                            |
| Бенни Рубин    | управляющий театра (в титрах не указан) |

## Кинопроизводство
В фильме есть комичные отсылки к некоторым другим ролям Мэнсфилд, таким как «Эта девушка не может иначе» (1956; также режиссёр Тэшлин), «Поцелуй их за меня» (1957) и «Заблудившийся автобус» (1957). Характер героини Риты Марлоу основан на стереотипе о глупой блондинке, воплощённом в ролях, которые в то время исполняла Мэрилин Монро. В сцене с ванной Мэнсфилд читает книгу Грейс Металиос «Пейтон-плейс» (1956), послужившую основой художественному фильму и популярному телесериалу, который считается прообразом мыльных опер в прайм-тайм. Утверждалось, что на пышные формы женских персонажей в книге вдохновла Мэнсфилд.
Бывшая звезда немого кино Минта Дёрфи сыграла неупомянутую в титрах роль уборщицы.
Фильм «Испортит ли успех Рока Хантера?» известен как «фирменный» для Мэнсфилд и числится в «Коллекции Джейн Мэнсфилд» наравне с «Эта девушка не может иначе» (1956) и «Шериф со сломанной челюстью» (1958). В 1966 году Фрэнк Тэшлин заявил, что это фильм, которым он «очень доволен… в нём не было никаких компромиссов. Бадди Адлер позволил мне сделать всё по-своему».
Отсылка к этому фильму есть в шпионском романе 1964 года «Похороны в Берлине» с Майклом Кейном в роли Гарри Палмера. Когда персонаж секретного агента Палмера получает поддельные документы, он недоволен данным ему именем и восклицает: «Рок Хантер! Почему я не могу быть Роком Хантером?» В 2000 году фильм был выбран для сохранения Национальным реестром фильмов США в Библиотекой Конгресса как «культурно, исторически или эстетически значимый».

## Награды и премии
«Испортит ли успех Рока Хантера?» получил премию «Золотой глобус» в номинации лучшую мужскую роль — в комедии или мюзикле (Тони Рэндалл) и был номинирован на премию Гильдии сценаристов Америки (WGA) в категории кинематографа за лучший сценарий американской комедии (Фрэнк Тэшлин).

## Критика и отзывы
Кинокритик Босли Краузер из The New York Times в своём обзоре: «Людям, живущим в стеклянных домах, не следует бросать камни в свои телевизоры, как бы пренебрежительно и высокомерно они ни относились к картине. Камни могут не попасть в раздражающие цели и врезаться в их собственные хрупкие стены. Эта аксиома ясно продемонстрирована в хлипком кинофильме, снятом по хлипкой постановке пьесы „Испортит ли успех Рока Хантера?“». Итан де Сеиф написал книгу «Tashlinesque: The Hollywood Comedies of Frank Tashlin», в которой охарактеризованы фильмы «Сын бледнолицего», «Женись на мне снова», «Художники и модели», «Испортит ли успех Рока Хантера?», «Человек из обеденного клуба», «Частный флот сержанта О'Фаррелла» и многие другие, которые американская анимация и американская комедия с натуральным движением произвела по одному обычаю. Питер Лев написал в своей книге «Twentieth Century-Fox: The Zanuck-Skouras Years, 1935–1965»: «„Испортит ли успех Рока Хантера?“ более фрагментирован, чем „Эта девушка не может иначе“, и, как это ни парадоксально, это делает его лучше».

## Домашний медиа-релиз
«Испортит ли успех Рока Хантера?» был выпущен на VHS 2 июля 1996 года компанией «20th Century Fox Home Entertainment».